# San Benedetto del Tronto
San Benedetto del Tronto er en italiensk by (og kommune) i regionen Marche i Italien, med omkring 46.957(2023) indbyggere.